# 남북 전쟁의 원인
남북 전쟁의 원인(Origins of the American Civil War)에서는 미합중국의 안티벨럼 시대(남북 전쟁까지의 시대)의 노예제도의 복잡한 문제, 연방주의에 대한 충돌하는 이해, 정당 정치, 확장주의, 당파 싸움, 경제 및 현대화에 대해 상술한다.

## 개요
미국은 메이슨 딕슨 선에 의해 명확하게 두 지역으로 나누어진 나라였다. 뉴 잉글랜드 북동부 및 중서부의 경제는 가족에 의해 운영되는 농장, 제조, 광업, 상업 및 운송 사업을 기반으로 빠르게 성장하였고, 경계 주 이외에서 노예가 없어도 인구가 급속히 확대되고 있었다. 이 인구 확대는 높은 출산율과 유럽 이민자들에 의해 기인한 것이었다. 특히 아일랜드인, 영국인, 독일인, 폴란드인과 북유럽 이민자가 많았다. 남부는 노예에 의해 개척 된 농장이 지배적이며 급속한 성장이라고 하면 텍사스와 같은 남서부에서 일고 있었다. 이곳의 인구 증가는 역시 높은 출생률에 의한 것이었고, 이민자 수는 그렇게 많지 않았다. 전체적으로 보면, 북부 지역의 인구 증가 속도가 남부를 웃돌았으며, 이것이 남부의 위기감을 조성하고 있었다. 남부는 경계 주를 제외하고 도시와 마을이 거의 없었고, 제조업도 마찬가지였다. 노예 소유자는 정치와 경제를 이끌어 있었지만, 남부 백인의 2/3는 노예를 소유하지 않았고, 주로 생계형 농업에 머물고 있었다. 정치적으로 그런 노예가 아닌, 노예 제도를 지키기 위해 싸우는 농장주를 지지하는가의 문제였다.
노예제도는 국가를 위해 바람직하지 않다는 논의는 오랫동안 지속되어 왔다. 북부 지방은 1776년 이후 노예제도를 폐지했다. 국가의 통합을 유지하기 위해 정치가는 노예 제도에 반대할 때도 중용적인 자세가 되었고, 결과적으로 1820년 미주리 타협과 1850년 타협이라는 많은 타협을 낳았다.
1840년 이후 노예제도 폐지론자들이 노예 제도를 사회 악을 넘어, 도덕적 잘못이라고 비난했다. 1858년 링컨의 연설에서 “자신으로부터 떨어져 나간 가정은 성립되지 않는다”라고 말했고, 연합 주로서 미국은 모두 노예 주가 되거나, 모든 자유 주가 되는 하나를 선택해야 한다고 주장했다. 나라의 정치도 악의와 적대적인 당파적 논쟁이 증가하는 가운데, 1850년대에는 오래된 정당 정치가 붕괴되고, 정치인들이 타협에 도달하는 방해 받게 되었다. 1854년에 생긴 캔자스 네브래스카 법은 많은 북부 사람들의 분노를 샀다.
1850년대는 남부에는 아무것도 어필하지 않는 최초의 정당인 공화당이 창당되었고, 공업화된 북부와 농업 위주의 중서부는 자유 노동 산업과 자본주의의 경제 이념에 관여 되어 왔다.
1860년 링컨이 대통령으로 선출되었고, 링컨 자신은 노예를 소유한 가문의 딸과 결혼했지만, 노예 소유자는 링컨과 연방 정부와의 관계를 유지할 수 없게 되었고, 결국 미합중국에서 남부 탈퇴라는 극단적인 선택을 가져오게 되었다.

## 노예제도 폐지 운동
북부에서 주도하는 노예제도 폐지 운동은 1830년대와 1840년대에 과열되었다. 이 기간은 북부 사회에 급속한 변화가 일어난 시기이며, 사회적, 정치적으로 급진 주의가 확대된 시기였다. 노예제 폐지 운동가를 포함하여 이 시대의 많은 개혁가들이 노동자의 생활양식이나 노동 습관을 다양한 방식으로 변화 시키려 했고, 노동자가 산업화, 자본 주의화 된 사회의 요청에 부응하도록 도와야 했다.

## 같이 보기
- 남북 전쟁
- 미국의 노예 제도
- 찰스 A. 비어드
- 마크 손턴
- 에릭 포너